# Myopites flavovaria
Myopites flavovaria är en tvåvingeart som beskrevs av Becker 1913. Myopites flavovaria ingår i släktet Myopites och familjen borrflugor.
Artens utbredningsområde är Iran. Inga underarter finns listade i Catalogue of Life.